# Gut Göddenstedt
Das Gut Göddenstedt ist ein aus einer Burganlage hervorgegangenes Gut südöstlich des Ortsteils Göddenstedt in der Gemeinde Rosche im niedersächsischen Landkreis Uelzen.

## Geschichte
Eine Burg in Göddenstedt erscheint erstmals 1295 in den Schriftquellen, als ein Theodericus Gir als dortiger Inhaber einer Burg und einer Mühle genannt wurde, die er als Lehen der Grafschaft Schwerin besaß. 1367 erhielt die Familie von Oedeme das gesamte Dorf Göddenstedt zu Lehen. Nach deren Aussterben am Ende des 14. Jahrhunderts wurde das Lehen an die Familie Kind vergeben, die das Dorf 1405 an das Kloster Oldenstadt verkauften. Diese veräußerten es 1408 an die Herren von Knesebeck weiter. Das in der Folge stets verpfändete Gut kam 1558 in den Besitz der Herren von Bodendieck. Um 1600 wurde der Gutshof an den heutigen Platz verlegt.
Das älteste Gebäude des heutigen Gutshofs ist eine Scheune von 1721. Das Herrenhaus stammt aus dem Jahr 1937.

## Beschreibung
Wo die Burg vor 1600 gestanden hat, ist  nicht bekannt. Nach der Volksüberlieferung soll sie in einer Senke namens „Silkenpfuhl“ im Wald am Weg nach Hohenweddrien gelegen haben.
Am Nordrand des heutigen Gutes sind noch Teile einer Befestigung erhalten, die wahrscheinlich bei der Verlegung des Rittersitzes an seinen heutigen Ort um 1600 angelegt worden ist. Sie besteht aus einer ungefähr rechteckigen Wallanlage mit innenliegendem Graben von 80 × 80 m Größe. Der Südteil ist schon vor 1899 abgetragen worden. Die westliche Wallseite ist nur noch stark verschliffen erhalten. Die Höhe des Walls beträgt noch bis 1,60 m, seine Breite schwankt zwischen 5,0 und 8,50 m. Der innenliegende, verlandete Graben ist noch bis 3,8 m breit und 0,5 m tief.